# Hypericum gramineum
Hypericum gramineum är en johannesörtsväxtart som beskrevs av Johann Georg Adam Forster. Hypericum gramineum ingår i släktet johannesörter, och familjen johannesörtsväxter. Inga underarter finns listade i Catalogue of Life.